# 베이스볼 S
《베이스볼 S》는 SBS 스포츠에서 방송되는 야구 전문 프로그램으로, KBO 리그 시즌에만 방송된다.
방송 당일에 열렸던 프로 야구 경기들의 하이라이트 등을 주로 방송하며, 2011시즌과 2012시즌에는 김환 아나운서와 이윤아 아나운서가 월요일, 배지현 아나운서가 화요일부터 금요일까지 진행을 담당하였다. (월요일판에 경우 '프로야구 중계석'으로 재편집되어 SBS TV로 방송) 2013시즌부터는 매일 방영으로 변경되었다. 인기 코너는 니캉내캉 톡톡, 베이스볼 웨더, 야구 코멘터리등이 있다. 2010년 시즌에는 베이스볼 터치라는 이름으로 방영되었다가, 2011시즌부터 현재의 명칭으로 방영 중이다.

## 역대 진행자
- 시즌1 - 김환, 이윤아-월요일진행. 배지현-화요일 ~ 금요일진행
- 시즌2 - 김환, 이윤아- 월요일진행, 배지현-화요일 ~ 금요일진행
- 시즌3 - 배지현-평일진행.박윤희-주말진행
- 시즌4 - 김민아-평일진행.황보미-주말진행
- 시즌5 - 김민아-평일진행.김세희-주말진행
- 시즌6 - 김민아-평일진행.진달래, 김세희 - 주말진행
- 시즌7 - 현재 진달래-평일진행.김세연 - 주말진행

## 해설 위원
- 이순철
- 이동현
- 김동수
- 이종열

## 기타
- 베이스볼 터치 - 2010년 프로그램

## 같이 보기
- 베이스볼 투나잇
- 아이 러브 베이스볼
- 야구 읽어주는 남자
- 워너 B
- 오늘의 야구
- 먼데이 나잇 베이스볼
- 주간야구
- 야시장
- 불야성
- 스포츠 타임 베이스볼
- 합의판정
- 랭킹 베이스볼
- 베이스볼 어워즈